# جرج ویلیام بیلی
جی. دابلیو. بـِیلی (انگلیسی: G.W. Bailey؛ زادهٔ ۲۷ اوت ۱۹۴۴) یک هنرپیشه اهل ایالات متحده آمریکا است. وی از سال ۱۹۷۴ میلادی تاکنون مشغول فعالیت بوده‌است.
از فیلم‌ها یا برنامه‌های تلویزیونی که وی در آن نقش داشته است می‌توان به اتصال کوتاه، دانشکده پلیس، فرار و دانشکده پلیس ۴ اشاره کرد.